# Вудбери (округ)
Ву́дбери (англ. Woodbury County) — округ в США, штате Айова. На 2000 год численность населения составляла 103 877 человек. По оценке бюро переписи населения США в 2009 году население округа составляло 102 831 человек. Окружным центром является город Су-Сити.

## История
Округ Вудбери был сформирован в 12 января 1853 года.

## География
Согласно данным Бюро переписи населения США площадь округа Вудбери составляет 2259 км².

### Основные шоссе
- Федеральная автострада 29
- Федеральная автострада 129
- Шоссе 20
- Шоссе 75
- Шоссе 77

- Автострада 12
- Автострада 31
- Автострада 140
- Автострада 141
- Автострада 175

### Соседние округа
- Плимут (север)
- Чероки (северо-восток)
- Айда (восток)
- Монона (юг)
- Терстон, Небраска (юго-запад)
- Дакота, Небраска (запад)
- Юнион, Южная Дакота (северо-запад)

## Демография
По данным переписи населения 2000 года в округе проживало 103 877 жителей. Среди них 27,1 % составляли дети до 18 лет, 12,8 % люди возрастом более 65 лет. 50,9 % населения составляли женщины.
Национальный состав был следующим: 90,3 % белых, 2,9 % афроамериканцев, 2,3 % представителей коренных народов, 2,5 % азиатов, 12,3 % латиноамериканцев. 1,9 % населения являлись представителями двух или более рас.
Средний доход на душу населения в округе составлял $18771. 14,2 % населения имело доход ниже прожиточного минимума. Средний доход на домохозяйство составлял $43616.
Также 81,4 % взрослого населения имело законченное среднее образование, а 18,9 % имело высшее образование.